# لويس ألفيس دي ليما إي سيلفا دوق كاكسيا
لويس ألفيس دي ليما إي سيلفا دوق كاكسيا (و. 1803 – 1880 م) هو سياسي، وعسكري برازيلي، ولد في دوق دي كاكسياس، كان عضوًا في حزب المحافظين منذ 1843، ويحمل رتبة عسكرية مشير، توفي في ريو دي جانيرو، عن عمر يناهز 77 عاماً.

## مناصب
تولى منصب
- List of prime ministers of Brazil [الإنجليزية]‏ 25 يونيو 1875–5 يناير 1878
- List of prime ministers of Brazil [الإنجليزية]‏ 2 مارس 1861–24 مايو 1862
- List of prime ministers of Brazil [الإنجليزية]‏ 3 سبتمبر 1856–3 مايو 1857
- Governor of Rio Grande do Sul [الإنجليزية]‏ 30 يونيو 1851–4 سبتمبر 1851
- عضو مجلس الشيوخ من البرازيل ‏ 11 مايو 1846–1851
- Governor of Rio Grande do Sul [الإنجليزية]‏ 9 نوفمبر 1842–11 مارس 1846
- governor of Maranhão ‏ 17 فبراير 1840–13 مايو 1841

.

## التعليم
تعلم في الأكاديمية العسكرية في أغولهاس نغراس ‏
.

## جوائز
حصل على جوائز منها:
- Knight Grand Cross of the Order of the Imperial Rose ‏
- Imperial Order of the Southern Cross  [لغات أخرى]‏
- نيشان الصليب الجنوبي من رتبة الصليب الأعظم  [لغات أخرى]‏
- Grand Cross of the Order of the Immaculate Conception of Vila Viçosa  [لغات أخرى]‏